# Карбонејдо (Вашингтон)
Карбонејдо (енгл. Carbonado) град је у америчкој савезној држави Вашингтон. По попису становништва из 2010. у њему је живело 610 становника.

## Демографија
Према попису становништва из 2010. у граду је живело 610 становника, што је 11 (1,8%) становника мање него 2000. године.
| Група             | 2000.       | 2010.       |
| Белци             | 594 (95,7%) | 552 (90,5%) |
| Афроамериканци    | 0 (0,0%)    | 4 (0,7%)    |
| Азијати           | 0 (0,0%)    | 7 (1,1%)    |
| Хиспаноамериканци | 12 (1,9%)   | 29 (4,8%)   |
| Укупно            | 621         | 610         |